# Gesetzgebungsverfahren (Deutschland)
Gesetzgebungsverfahren in Deutschland sind auf Bundesebene und in den Ländern geregelt. Am Gesetzgebungsverfahren sind stets bestimmte Verfassungsorgane beteiligt.
Auf Bundesebene richtet sich das Gesetzgebungsverfahren im Wesentlichen nach den Festlegungen im Grundgesetz (GG), der Geschäftsordnung des Deutschen Bundestages (GO BT) und der Geschäftsordnung des Bundesrates (GO BR). Jedes Land regelt seine Landesgesetzgebung selbständig. In allen Ländern besteht, im Gegensatz zum Bund, die Möglichkeit der Volksgesetzgebung.
Voraussetzung für ein rechtmäßiges Verfahren ist zunächst, dass die Gesetzgebungskompetenz nach Art. 70 ff. für den zu regelnden Sachverhalt beim Bund liegt. Die Initiative für ein Bundesgesetz kann von der Bundesregierung, dem Bundesrat oder aus „der Mitte des Bundestages“ (Art. 76 Abs. 1 GG i.V.m § 76 GOBT) ausgehen. In letzterem Fall müssen eine Fraktion oder fünf Prozent der Mitglieder des Bundestages den Vorschlag unterstützen (§ 76 GOBT).
Dieses Initiativrecht wird durch das Einbringen eines Gesetzentwurfs ausgeübt. Der Verfahrensgang ist je nach Initiator unterschiedlich:
- Ein Gesetzentwurf der Bundesregierung geht zunächst zur Stellungnahme an den Bundesrat, dann zurück zur Bundesregierung, die eine Gegenäußerung verfassen kann. Daraufhin bringt die Bundesregierung den Entwurf in den Bundestag ein.
- Ein Gesetzentwurf aus der Mitte des Bundestages wird direkt im Parlament behandelt.
- Ein Gesetzentwurf des Bundesrates ist dem Bundestag durch die Bundesregierung zuzuleiten. Sie soll hierbei ihre Auffassung darlegen (Art. 76 Abs. 3 Satz 2 GG).

In allen Fällen ist der Bundestag das erste Beschlussorgan für die Annahme eines Gesetzes.
Vor einem Gesetzgebungsverfahren (GGV) und auch währenddessen finden oft informelle politische Spitzengespräche statt, zum Beispiel Bund-Länder-Gespräche.
Oppositionsparteien im Bundestag, die auch an Regierungskoalitionen in Bundesländern beteiligt sind, können versuchen, auf diesem Wege ein GGV zu beeinflussen.
Im Folgenden wird die Gesetzgebung auf Bundesebene dargestellt.

Schema des Gesetzgebungsverfahrens

## Das Einleitungsverfahren (Gesetzesinitiative)
Das Gesetzgebungsverfahren für formelle Bundesgesetze wird durch das Einbringen einer Gesetzesvorlage in den Deutschen Bundestag eingeleitet. Als Vorlage gilt ein Entwurf, der einen vollständigen Gesetzestext enthält, über den der Bundestag einen Beschluss fassen könnte. Gemäß § 76 Absatz 2 GOBT muss der Entwurf eine Begründung enthalten. Bei dieser Bestimmung handelt es sich jedoch lediglich um Innenrecht des Bundestags. Ein Verstoß gegen diese Bestimmung hat daher grundsätzlich lediglich parlamentsinterne Konsequenzen und begründet keinen Verstoß gegen das Grundgesetz.
Die Einbringung eines Gesetzesentwurfs erfolgt durch dessen Zuleitung an den Bundestagspräsidenten als Vertreter des Bundestags (§ 7 Absatz 1 Satz 1 GOBT). Dieser übermittelt den Entwurf gemäß § 77 GOBT als Bundestagsdrucksache allen Parlamentariern und den Bundesministerien.
Gemäß Art. 76 Absatz 1 GG dürfen Gesetzesvorlagen durch die Bundesregierung, aus der Mitte des Deutschen Bundestags und durch den Bundesrat eingebracht werden. Diese Aufzählung ist abschließend. Etwa 80 % aller Gesetzgebungsinitiativen gehen von der Bundesregierung aus, da diese über die meisten Ressourcen und Informationen verfügt. Der Einbringende hat gegen den Deutschen Bundestag einen Anspruch darauf, dass sich dieser in angemessener Zeit mit dem Entwurf auseinandersetzt und einen Beschluss über diesen fasst.
Umstritten ist in der Rechtswissenschaft, ob es mit Art. 76 Absatz 1 GG vereinbar ist, falls ein initiativberechtigtes Organ einen Entwurf einbringt, der durch einen Außenstehenden erarbeitet wurde, etwa eine Anwaltskanzlei. Nach vorherrschender Auffassung in der Rechtswissenschaft ist dies grundsätzlich zulässig, da Art. 76 Absatz 1 GG auf denjenigen abstelle, der den Gesetzesentwurf einbringt. Auch mache sich das handelnde Staatsorgan den Entwurf im Regelfall geistig zu eigen, indem es dem Externen Vorgaben zur Ausgestaltung des Gesetzes macht und sich mit dessen Vorschlag auseinandersetzt.

### Bundesregierung
Eine Gesetzesinitiative durch die Bundesregierung ist in der Praxis der Regelfall. Sie beginnt mit der Ausarbeitung eines Referentenentwurfs durch ein Bundesministerium, das sich hierzu gegebenenfalls mit anderen Ministerien abspricht. Es ist gängige Praxis, dass Verbände sowie Fachkreise gemäß § 47 Abs. 3 GGO an der Vorbereitung der Gesetzesvorlagen beteiligt werden und dazu Stellung nehmen können. Im November 2018 beschloss die Bundesregierung, Gesetzentwürfe und Stellungnahmen von Verbänden aus dem Gesetzgebungsprozess standardmäßig zu veröffentlichen. Zuvor hatte die Kampagne „Gläserne Gesetze“ von FragDenStaat.de und abgeordnetenwatch.de tausende derartige Dokumente angefordert.
Im Anschluss an die Stellungnahmen wird der Entwurf der gesamten Bundesregierung vorgelegt, um einen Kabinettsbeschluss gemäß §§ 15 Absatz 1 littera a, 24 Absatz 2 Satz 1 GOBReg zu fassen.
Kommt der Kabinettsbeschluss zustande, muss die Bundesregierung den Entwurf gemäß Art. 76 Absatz 2 Satz 1 GG zunächst dem Bundesrat zuleiten. Hierdurch soll diesem die Möglichkeit gegeben werden, den Entwurf frühzeitig zu kommentieren. Der Bundesrat kann gemäß Art. 76 Absatz 2 Satz 2 GG innerhalb von sechs Wochen zum Entwurf Stellung nehmen. Um die Pflicht zu vorheriger Zuleitung zu umgehen, lässt die Bundesregierung ihre Entwürfe gelegentlich durch eine sie tragende Bundestagsfraktion einbringen, für die keine vergleichbare Zuleitungspflicht besteht. Durch eine solche „verkappte Regierungsvorlage“ verstößt die Bundesregierung gegen Art. 76 Absatz 2 Satz 1 GG, wenn sie die Rolle der Fraktion darauf beschränkt, das Gesetz förmlich einzubringen. Hierdurch verletzt sie die Rechte des Bundesrats, wogegen dieser in einem Organstreitverfahren vorgehen könnte. Geht die Bundesregierung demgegenüber einer Bundestagsfraktion, die einen Entwurf eigenständig ausarbeitet, lediglich zur Hand, handelt es sich um eine Vorlage des Bundestags.

### Deutscher Bundestag
Unter welchen Voraussetzungen ein Entwurf aus der Mitte des Bundestags stammt, normiert das Grundgesetz nicht. Gemäß § 76 Absatz 1 GOBT muss ein Entwurf durch eine Bundestagsfraktion oder mindestens fünf Prozent der Abgeordneten eingebracht werden. Durch dieses Minimum soll eine Überlastung des Bundestags verhindert werden. Werden die Vorgaben des § 76 Absatz 1 GOBT unterschritten und wird dies im weiteren Verfahren durch die Gesetzgebungsorgane ignoriert, stellt dies allerdings keinen Verstoß gegen das Grundgesetz dar, weshalb er sich auf die Wirksamkeit des Gesetzes nicht auswirkt.

### Bundesrat
Eine Initiative des Bundesrats erfordert einen diesbezüglichen Beschluss. Diesen fasst der Bundesrat gemäß Art. 52 Absatz 3 Satz 1 GG mit der Mehrheit der Stimmen seiner Mitglieder. Art. 76 Absatz 3 Satz 1 GG bestimmt, dass der Bundesrat seinen Entwurf dem Bundestag innerhalb von sechs Wochen durch die Bundesregierung zuleitet. Gemäß Art. 76 Absatz 3 Satz 2 GG soll die Bundesregierung zum Entwurf Stellung nehmen.

## Das Hauptverfahren
Art. 77 Absatz 1 Satz 1 GG bestimmt, dass Gesetze durch den Bundestag beschlossen werden. Näher wird das Verfahren durch die Geschäftsordnung des Bundestags ausgestaltet. Da diese Binnenrecht des Bundestags darstellt, wirkt sich ein Verstoß gegen diese auf die Verfassungsmäßigkeit eines Gesetzes grundsätzlich nicht aus. Beachtlich ist ein Verstoß lediglich, wenn die verletzte Norm der GOBT eine verfassungsrechtliche Vorgabe aufgreift, sodass ein Verstoß gegen die GOBT zugleich einen Verstoß gegen das Grundgesetz darstellt.

### Behandlung im Bundestag
Gemäß § 78 Abs. 1 Satz 1 GOBT finden im Bundestag drei Beratungen über den Entwurf statt. Im Parlamentsdeutschen werden diese als Lesungen bezeichnet.

#### Erste Lesung
In der ersten Lesung kommt es im Plenum zur Debatte über die Grundzüge des Entwurfs. Darauf folgt regelmäßig eine Überweisung an den zuständigen Fachausschuss. Sind inhaltlich mehrere Ausschüsse zuständig, wird er an alle zur Beratung überwiesen, dabei wird jedoch ein federführender Ausschuss bestimmt.

#### Beratung in den Ausschüssen
In den Ausschüssen kommt es zu (in der Regel nichtöffentlichen) Detailberatungen durch die jeweiligen Fachpolitiker der Fraktionen und gegebenenfalls zur Anhörung von Sachverständigen. Alle Beratungsergebnisse der Ausschüsse werden vom federführenden Fachausschuss in der als „Beschlussempfehlung und Bericht“ bezeichneten Drucksache festgehalten.
Tatsächlich findet die Entscheidungsfindung aber nicht in den Bundestagsausschüssen statt, sondern in (diesen spiegelbildlich vorgelagerten) Arbeitsgruppen der Koalitionsfraktionen. Man spricht vom „parteiendemokratischen Modell“ in Abgrenzung zur traditionellen Parlamentarismustheorie. In Abstimmung mit Fraktionsvorstand und Ressortministerium sowie unter Einbeziehung von Sachverständigen und Interessenvertretern erarbeiten die auch im Ausschuss tätigen Abgeordneten in den Arbeitsgruppen den gemeinsamen Entwurf ihrer Fraktionen. Diese Arbeitsgruppen tagen in der parlamentarischen Sitzungswoche zumeist Dienstagvormittag. Nach abgeschlossener Entscheidungsfindung in den Arbeitsgruppen muss die Vorlage noch von der Fraktionsversammlung, die zumeist Dienstagnachmittag tagt, bestätigt werden, um so zur nach außen gemeinsam vertretenen und verteidigten Position der Fraktion zu werden. Eine auf diese Art erarbeitete Position der Regierungsmehrheit wird dann in den entsprechenden Ausschüssen, die Mittwochvormittag tagen, als Ziel angestrebt.
Da die Ausschüsse in ihrer Zusammensetzung die Mehrheitsverhältnisse des Plenums abbilden, können sich hier die Mehrheitsfraktionen mit ihrem Entwurf immer durchsetzen. Obwohl in den Ausschüssen, wie auch im Plenum, durchaus kontrovers diskutiert wird, erfolgt doch, wie auch im Plenum, keine Deliberation im Sinne eines durch Argumente angestrebten Interessensausgleichs. Stattdessen werden Anträge der Opposition grundsätzlich, unabhängig ihres Inhalts, von der Regierungskoalition abgelehnt.

#### Zweite Lesung
In der zweiten Lesung, der die Drucksache „Beschlussempfehlung und Bericht“ zugrunde gelegt wird, berichten die Abgeordneten über ihre Beratungen in den Ausschüssen. Es kommt zu einer Aussprache im Plenum und anschließenden Abstimmungen über Änderungsvorschläge (sowie in Einzelbestimmungen teilweise auch über den Gesetzentwurf).

#### Dritte Lesung
Die dritte Lesung schließt sich gemäß § 84 Satz 1 GOBT unmittelbar an die zweite Lesung an, sofern in der zweiten Lesung keine Änderungen beschlossen wurden. Andernfalls erfolgt sie grundsätzlich am zweiten Tag nach der Verteilung der Drucksachen mit den beschlossenen Änderungen.

#### Schlussabstimmung
Am Ende der Dritten Lesung kommt es zur Schlussabstimmung. Damit das Gesetz zustande kommt, muss der Bundestag dieses grundsätzlich gemäß Art. 42 Absatz 2 Satz 1 GG mit einfacher Mehrheit beschließen. Dies erfordert eine Mehrheit der abgegebenen Stimmen. Gemäß § 45 Absatz 1 GOBT muss mindestens die Hälfte aller Abgeordneten bei der Abstimmung anwesend sein, damit der Bundestag beschlussfähig ist. Wird diese Anzahl unterschritten, fingiert § 45 Absatz 2 Satz 1 GOBT die Beschlussfähigkeit, falls die Beschlussunfähigkeit nicht festgestellt wird. Diese Vermutung ist mit dem Grundgesetz vereinbar, da die meisten Arbeitsschritte nicht im Plenum erfolgen, sondern in Ausschüssen. Daher begründet sie nicht die Gefahr, dass Gesetzen die demokratische Legitimation fehlt.

#### Grundgesetzänderung
Bei verfassungsändernden Gesetzen ist gemäß Art. 79 Absatz 2 GG die Mehrheit von zwei Dritteln der Mitglieder des Bundestags erforderlich.

#### Zustimmung der Bundesregierung
Haushaltsrelevante Gesetze im Sinne von Art. 113 GG (Ausgabenerhöhungen oder Einnahmeminderungen) bedürfen der Zustimmung der Bundesregierung.

#### Diskontinuitätsprinzip
Für den Deutschen Bundestag gilt das Diskontinuitätsprinzip. Mit dem Ende der Legislaturperiode enden daher auch alle noch laufenden Gesetzgebungsverfahren. Alle Vorlagen und Projekte gelten als erledigt, unabhängig davon, in welchem Stadium sie sich befinden. Ausgenommen davon sind Petitionen.

### Behandlung im Bundesrat
Ist das Gesetz im Bundestag beschlossen worden, leitet der Bundestagspräsident dieses gemäß Art. 77 Absatz 1 Satz 2 GG unverzüglich dem Bundesrat zu. Hierzu übermittelt er diesen an den Präsidenten des Bundesrates.
Der Bundesrat prüft daraufhin den Entwurf. Der Umfang der Kompetenzen des Bundesrats bemisst sich danach, ob der Gesetzesentwurf seiner Zustimmung bedarf.

#### Zustimmungsgesetze
Ein Gesetz bedarf der Zustimmung des Bundesrats, wenn das Grundgesetz dies explizit anordnet. Solche Zustimmungsvorbehalte bestehen insbesondere bei Angelegenheiten, welche die Interessen der Länder überdurchschnittlich stark berühren.

##### Zustimmungserfordernisse
Der Zustimmung bedürfen beispielsweise gemäß Art. 79 Absatz 2 GG Gesetze, die das Grundgesetz ändern. Bei diesen ist eine Zweidrittelmehrheit notwendig.
Weiterhin zustimmungsbedürftig sind gemäß Art. 84 Absatz 1 Satz 6 GG Gesetze, die für ihre Umsetzung durch die Länder die Einrichtung der Behörden und das Verwaltungsverfahren ohne landesrechtliche Abweichungsmöglichkeit regeln. Grundsätzlich besitzen die Länder gemäß Art. 83 GG die Kompetenz zur Gestaltung des Verfahrens, in dem sie Bundesgesetze vollziehen.
Auch Gesetze, die den Ländern Leistungspflichten gegenüber Dritten zuweisen (Leistungsgesetze), stellen gemäß Art. 104a Absatz 4 GG Zustimmungsgesetze dar. Ferner bedürfen gemäß Art. 105 Absatz 3 GG solche Gesetze der Zustimmung, die eine Änderung von Steuern bezwecken, welche die Ertragshoheit der Länder oder der Gemeinden tangiert.
Schließlich bedarf die Übertragung von Hoheitsrechten an die Europäische Union durch Gesetz gemäß Art. 23 Absatz 1 Satz 2 GG der Zustimmung des Bundesrats.
Bezweckt der Entwurf die Änderung eines Gesetzes, das zustimmungsbedürftig war, bedarf er der Zustimmung, sofern er Elemente des Gesetzes ändert, welche die Zustimmungsbedürftigkeit des ursprünglichen Gesetzes auslösten. Zustimmungsbedürftigkeit besteht ebenfalls, wenn ursprünglich zustimmungsbedürftige Elemente zwar nicht geändert, allerdings erheblich beeinflusst werden.

##### Entscheidungsmöglichkeiten des Bundesrats
Auch der Bundesrat befasst sich zunächst in den jeweiligen Fachausschüssen mit dem Gesetzentwurf, bevor es zu einer Entscheidung kommt. Stimmt der Bundesrat dem Entwurf eines zustimmungsbedürftigen Gesetzes zu, kommt dieses gemäß Art. 78 Variante 1 GG zustande.
Hat der Bundesrat Einwände gegen den Entwurf, können er, der Deutsche Bundestag oder die Bundesregierung gemäß Art. 77 Absatz 2 Satz 4 GG den Vermittlungsausschuss anrufen. Dieser Ausschuss setzt sich aus jeweils 16 Mitgliedern des Bundesrats und des Bundestags zusammen. Die Besetzung des Ausschusses erfolgt seitens des Bundestags nach dem Grundsatz der Spiegelbildlichkeit entsprechend den Mehrheitsverhältnissen im Parlament. Seitens des Bundesrats wird der Ausschuss mit einem Vertreter pro Bundesland besetzt. Diese sind gemäß Art. 77 Absatz 2 Satz 3 GG nicht an Weisungen ihrer Länder gebunden, sodass sie wie die Bundestagsabgeordneten (Art. 38 Absatz 1 Satz 2 GG) lediglich ihrem Gewissen verpflichtet sind. Der Vermittlungsausschuss hat die Aufgabe, einen Kompromiss auszuarbeiten, dem Bundestag und Bundesrat zustimmen würden. Hierzu darf er Aspekte aufgreifen, die im bisherigen Verfahren bereits beraten wurden. Mangels Initiativrechts nach Art. 76 Absatz 1 GG darf er jedoch keine neuen Aspekte in das Verfahren einbringen. Macht der Ausschuss einen Änderungsvorschlag, wird der überarbeitete Entwurf gemäß Art. 77 Absatz 2 Satz 5 GG zur Beratung an den Deutschen Bundestag übermittelt. Diese Beratung wird in der Rechtswissenschaft als vierte Lesung bezeichnet. Stimmt der Bundestag mit einfacher Mehrheit dem veränderten Gesetz zu, geht die Vorlage wieder an den Bundesrat. Stimmt dieser dem Gesetz zu, kommt es gemäß Art. 78 Variante 1 GG zustande.
Beschließt der Vermittlungsausschuss keine Änderung des Gesetzesentwurfs, erhält der Bundesrat gemäß Art. 77 Absatz 2a GG nochmals die Möglichkeit, dem Gesetz zuzustimmen. Stimmt er zu, kommt das Gesetz nach Art. 78 Variante 1 GG zustande. Verweigert er hingegen erneut die Zustimmung, ist das Gesetz endgültig gescheitert.

#### Einspruchsgesetze
Bedarf ein Gesetz nicht der Zustimmung des Bundesrats, handelt es sich um ein Einspruchsgesetz. Dieses kann auf unterschiedliche Weise zustande kommen.
Gemäß Art. 78 Variante 2 GG kommt das Gesetz zustande, wenn es der Bundesrat innerhalb dreier Wochen unterlässt, den Vermittlungsausschuss anzurufen. Zum Anrufen des Vermittlungsausschusses ist bei einem Einspruchsgesetz lediglich der Bundesrat berechtigt. Will er später Einspruch einlegen, muss er vorher den Vermittlungsausschuss anrufen. Kommt es im Vermittlungsverfahren zu keinem Kompromiss oder zu einem Ergebnis, das vom Bundesrat nicht akzeptiert wird, kann der Bundesrat gegen das Gesetz nunmehr Einspruch einlegen.
Wenn der Bundesrat nun innerhalb zweier Wochen keinen Einspruch gegen das Gesetz einlegt, kommt es gemäß Art. 78 Variante 3 GG zustande.  Geht der Bundesrat irrig von einem Zustimmungsgesetz aus und verweigert die Zustimmung, wird dies gemäß § 30 Absatz 1 GOBR aus Gründen der Rechtssicherheit nicht in einen Einspruch umgedeutet.
Legt der Bundesrat Einspruch ein, nimmt diesen jedoch später zurück, kommt das Gesetz gemäß Art. 78 Variante 4 GG zustande.
Nimmt der Bundesrat seinen Einspruch nicht zurück, kann der Bundestag diesen gemäß Art. 77 Absatz 4 GG in erneuter Abstimmung überstimmen. Hierfür muss sich die Mehrheit seiner Mitglieder (Kanzlermehrheit) für den Entwurf aussprechen. Legt der Bundesrat den Einspruch mit einer Zweidrittelmehrheit ein, muss der Bundestag ihn mit seiner doppelt qualifizierten Mehrheit überstimmen, nämlich mit Zweidrittelmehrheit der abgegebenen Stimmen, mindestens aber absoluter Mehrheit der Mitglieder. Fällt die Abstimmung im Bundestag zugunsten des Gesetzes aus, kommt dieses gemäß Art. 78 Variante 5 GG zustande. Kann der Bundestag den Einspruch jedoch nicht überstimmen, ist das Gesetz gescheitert.

## Das Abschlussverfahren
Kommt ein Gesetz nach Art. 78 GG zustande, beginnt das Abschlussverfahren. Nur in Ausnahmefällen greift hier bei Haushaltsgesetzen immer noch das oben beschriebene Zustimmungsbedürfnis der Bundesregierung.

### Gegenzeichnung durch Bundeskanzler oder -minister
Das Abschlussverfahren beginnt gemäß Art. 82 Absatz 1 Satz 1 GG mit der Gegenzeichnung des Gesetzesentwurfs. Gemäß Art. 58 Absatz 1 GG kann dies durch den Bundeskanzler oder den zuständigen Bundesminister vorgenommen werden. In der Praxis erfolgt die Gegenzeichnung durch den federführenden Bundesminister sowie gegebenenfalls weitere beteiligte Fachminister und abschließend durch den Bundeskanzler. Inwieweit im Rahmen der Gegenzeichnung dem Bundeskanzler und den Bundesministern im Rahmen dieses Verfahrens eine Prüfungspflicht im oben dargestellten Sinne zusteht, ist in der Rechtswissenschaft ungeklärt und praktisch noch nicht relevant geworden. In der Staatspraxis der Bundesrepublik ist mit dem Platow-Amnestiegesetz von 1953 erst ein Gesetz von der Bundesregierung nicht gegengezeichnet worden.

### Ausfertigung durch den Bundespräsidenten und Verkündung
Nach der Gegenzeichnung wird das Gesetz dem Bundespräsidenten zugeleitet. Dieser fertigt es aus, indem er es unterzeichnet. Durch diesen Rechtsakt bestätigt der Präsident den Abschluss des Gesetzgebungsverfahrens. Auf die Ausfertigung haben die Gesetzgebungsorgane einen Anspruch gegen den Bundespräsidenten. Dessen Nichterfüllung kann durch einen Antrag im Organstreitverfahren angegriffen werden.
Nach der Ausfertigung erfolgt die Promulgation (Veröffentlichung) durch Verkündung des Gesetzes im Bundesgesetzblatt, das vom Bundesministerium der Justiz herausgegeben wird. Konkret wird diese Aufgabe vom Bundesamt für Justiz als nachgeordnete Behörde wahrgenommen. Das Bundespräsidialamt leitet das ausgefertigte Gesetz der dortigen „Schriftleitung des Bundesgesetzblattes“ zu. Die Verkündung wird vom Bundespräsidenten unter jedem Gesetz bei der Ausfertigung in einem Automatismus mit angeordnet („Das vorstehende Gesetz wird hiermit verkündet“ – Verkündungsanordnung).
Umstritten ist in der Rechtswissenschaft, inwiefern der Bundespräsident das Recht oder sogar die Pflicht besitzt, die Unterzeichnung eines Gesetzes zu verweigern, wenn er dieses als verfassungswidrig erachtet.

#### Formelles Prüfrecht
Nach allgemeiner Auffassung darf der Bundespräsident prüfen, ob das Gesetzgebungsverfahren in Übereinstimmung mit den Verfassungsvorgaben verlaufen ist. Diese Auffassung argumentiert mit dem Wortlaut des Art. 82 Absatz 1 Satz 1 GG, der die Unterzeichnungspflicht lediglich für solche Gesetze statuiert, die nach den Vorschriften des Grundgesetzes zustande gekommen sind.

#### Materielles Prüfrecht
Ob und in welchem Umfang der Bundespräsident darüber hinaus eine inhaltliche Unvereinbarkeit des Gesetzes mit dem Grundgesetz, insbesondere im Hinblick auf die föderale Kompetenzverteilung und die Grundrechte rügen darf, ist noch nicht abschließend geklärt.
Nach vorherrschender Ansicht besitzt der Bundespräsident ein eingeschränktes materielles Prüfrecht. Hiernach darf er überprüfen, ob das Gesetz in schwerwiegender und offensichtlicher Weise inhaltlich gegen das Grundgesetz verstößt. Diese Auffassung argumentiert mit der Bindung des Bundespräsidenten an Recht und Gesetz gemäß Art. 20 Absatz 3 GG. Hiernach darf sich der Bundespräsident nicht an Verfassungsverstößen beteiligen, weshalb er verpflichtet ist, die Ausfertigung zu verweigern. Die Einschränkung auf offensichtliche Verstöße ergibt sich daraus, dass der Bundestag ebenfalls an Recht und Gesetz gebunden ist. Da dieser eine zentrale Figur innerhalb des Gesetzgebungsverfahrens darstellt, übernimmt primär er die Verantwortung für das Gesetz. Manche Stimmen sprechen sich darüber hinausgehend für ein umfassendes Prüfungsrecht des Bundespräsidenten aus, da die Normen des Grundgesetzes keinen Anhaltspunkt für eine Beschränkung auf evidente Verstöße geben und die einschränkenden Kriterien zu unbestimmt seien.
Ebenfalls umstritten ist, ob sich das materielle Prüfungsrecht auch auf die Vereinbarkeit eines Gesetzes mit Unionsrecht erstreckt. Befürworter eines solchen Prüfrechts argumentieren mit der durch Art. 4 Absatz 3 des Vertrags über die Europäische Union (EUV) vorgeschriebenen Unionstreue. Gegner führen an, dass Art. 82 Absatz 1 Satz 1 GG lediglich auf die Vorschriften des Grundgesetzes Bezug nimmt. Da das Grundgesetz im Rang über dem EUV stehe, gehe diese Beschränkung der Unionstreue vor.

#### Inkrafttreten
Jedes Gesetz soll den Tag des Inkrafttretens bestimmen Art. 82. Fehlt eine solche Bestimmung, so treten Gesetze mit dem vierzehnten Tage nach Ablauf des Tages in Kraft, an dem das Bundesgesetzblatt ausgegeben worden sind. In der Praxis enthalten die meisten Gesetze eine Bestimmung über ihr Inkrafttreten. Auch dass verschiedene Teile eines Gesetzes zu unterschiedlichen Zeitpunkten in Kraft treten, ist nicht unüblich. Gesetze können rückwirkend in Kraft treten, sofern es sich bei der Norm nicht um materielles Strafrecht handelt. Dort gilt das Rückwirkungsverbot. Gesetze können von vornherein befristet sein oder eine Frist zur Überprüfung enthalten.

## Eilbedürftige Gesetzgebung
In den Art. 76 und Art. 77 GG ist lediglich ein grober Rahmen für den Ablauf des Gesetzgebungsverfahrens enthalten. Ergänzend gibt sich der Bundestag gem. Art. 40 Abs. 1 Satz 2 GG eine Geschäftsordnung (GO-BT). Diese ist eine autonome Satzung, die das Gesetzgebungsverfahren innerhalb des Bundestages regelt.
Art. 76 Abs. 2 Satz 4 GG enthält eine Sonderbestimmung für Vorlagen der Bundesregierung, die sie bei der Zuleitung an den Bundesrat ausnahmsweise als besonders eilbedürftig bezeichnet hat. Nach § 51 Nr. 8 der Gemeinsamen Geschäftsordnung der Bundesministerien (GGO) hat bereits das federführende Ministerium bei der Gesetzesvorlage an das Kabinett anzugeben, ob die Vorlage ausnahmsweise besonders eilbedürftig ist.
Die Frist zur Stellungnahme des Bundesrates wird für solche Vorlagen auf drei Wochen verkürzt, sodass eine beschleunigte Weiterleitung an den Bundestag erfolgen kann, auch wenn die Stellungnahme des Bundesrates noch nicht bei der Bundesregierung eingegangen ist. Außerdem kann nach § 80 Abs. 2 Satz 1 GO-BT auf eine Überweisung der Gesetzesvorlage an einen Bundestagsausschuss verzichtet werden. Dies hat zur Folge, dass zu dem Gesetzentwurf keine öffentliche Anhörung von Sachverständigen stattfindet, die gem. § 70 GO-BT nur im Rahmen von Ausschusssitzungen zulässig ist. Für den Verzicht auf Überweisung ist ein Beschluss des Bundestages mit einer Zweidrittelmehrheit der anwesenden Mitglieder erforderlich. Der entsprechende Beschlussantrag muss dem Bundestagspräsidenten bis spätestens 18 Uhr des Vortages vorgelegt werden (§ 80 Abs. 2 Satz 2, § 20 Abs. 2 Satz 3 GO-BT). In diesem Fall wird unmittelbar in die zweite Beratung eingetreten. Mit einer weiteren Zweidrittelmehrheit kann der Bundestag auf eine dritte Beratung verzichten und damit an einem Tag alle drei Beratungen einschließlich der Schlussabstimmung durchführen.
Die Mehrzahl der Gesetzesinitiativen geht von der Bundesregierung aus. Zwischen der 12. und der 18. Wahlperiode waren dies zwischen 75,4 % (12. Deutscher Bundestag) und 88,9 % (18. Deutscher Bundestag) aller Initiativen zu den verkündeten Gesetzen.
Die Finanzkrise 2008 oder die Flüchtlingskrise 2015/2016 sind als Zeiten besonders eilbedürftiger Gesetzgebung auszumachen.

## Statistik für die 19. Legislaturperiode
Im 19. Deutschen Bundestag wurden 864 Gesetzesvorlagen in den Bundestag eingebracht, davon 486 von der Regierung. 524 wurden vom Parlament verabschiedet, im 18. Deutschen Bundestag waren es 555.